# Cuevas Labradas (Guadalajara)
Cuevas Labradas es una EATIM integrada en el municipio de Corduente, en la provincia de Guadalajara (Comunidad Autónoma de Castilla-La Mancha, España) situado en la comarca Señorío de Molina-Alto Tajo. La localidad, rodeada al norte por el Río Gallo y al sur por el Río Tajo, y accesible a través del barranco de la Hoz, se encuentra en una elevación a los pies de un cerro llamado del Castillo. En el año 2021 tuvo una población de 9 habitantes, según el INE.

## Demografía
| Gráfica de evolución demográfica de Cuevas Labradas entre 1842 y 1960 |
| |
| Población de derecho según los censos de población del INE Población de hecho según los censos de población del INEEntre el censo de 1857 y el anterior, este municipio desaparece porque se integra en el municipio Lebrencón Entre el censo de 1930 y el anterior, aparece este municipio porque se segrega del municipio Lebrancón Entre el censo de 1970 y el anterior, este municipio desaparece porque se integra en el municipio Torete |

## Política local
Aunque históricamente gozó de un ayuntamiento independiente, Cuevas Labradas siempre ha estado más o menos ligado a otros municipios. Tras intentar infructuosamente su segregación de Lebrancón en el año 1878, no sería hasta 1924 cuando finalmente la llevaría a término. Hasta aquel momento, Cuevas Labradas contó con un alcalde pedáneo representando la voluntad popular frente al ayuntamiento, y haciendo cumplir los mandatos de éste.
El 27 de marzo de 1924, la junta de la Diputación Provincial de Guadalajara, encabezada por su presidente Antonio Fernández Escobar, aprobó el dictamen de la comisión encargada de estudiar la segregación de Cuevas Labradas del municipio de Lebrancón, aceptando en la misma sesión la segregación de El Pedregal del ayuntamiento de El Pobo. La segregación se haría efectiva en agosto de ese mismo año, con la constitución de su primer ayuntamiento.
Una vez independizado, contó con los servicios que la provincia de Guadalajara ofrecía a los consistorios de menor dimensión (por ejemplo, poseer un secretario profesional que trabajaba para diversas localidades menores, como fue Valentín Gómez hasta finales de los años 1940).
En la década de 1960, Cuevas Labradas perdió su autonomía al ser integrado en la unidad municipal de Torete, hasta su situación actual como EATIM de Corduente.
| Período   | Nombre del alcalde/sa | Partido político |
| --------- | --------------------- | ---------------- |
| 1865-1866 | Telesforo Abad        |                  |
| 1882-1883 | Julián Escalera       |                  |
| 1922      | Fermín Navarro        |                  |

| Período   | Nombre del alcalde/sa                 | Partido político |
| --------- | ------------------------------------- | ---------------- |
| 1926-1927 | Román Berlanga Martínez               |                  |
| 1926      | Vicente García (en funciones)         |                  |
| 1927-1928 | Gregorio Berlanga                     |                  |
| 1936-1940 | Valentín Gómez Berzosa (en funciones) | FET de las JONS  |
| 1940-1941 | Marcos Herranz Berlanga               | FET de las JONS  |
| 1945      | Juan Berlanga                         | FET de las JONS  |
| 1946      | León Berlanga                         | FET de las JONS  |
| 1946      | Valentín Gómez Berzosa (en funciones) | FET de las JONS  |
| 1949      | Rufino García Parra                   | FET de las JONS  |
| 1952      | Damián Gómez Caso                     | FET de las JONS  |

| Período   | Nombre del alcalde/sa pedáneo/a | Nombre del alcalde/sa municipal | Partido político                  |
| --------- | ------------------------------- | ------------------------------- | --------------------------------- |
| 1981      |                                 | Aurelio Madrid                  |                                   |
| 1982      |                                 | Antonio Nuevo                   |                                   |
| 1983      |                                 | Bonifacio Gómez Berlanga        | Independiente                     |
| 2015-2019 | Severino Víctor Sanz Escalera   |                                 | Partido Popular                   |
| 2019-     | María Matilde Berlanga Parra    |                                 | Partido Socialista Obrero Español |